# Tunnel de Ponserand
Le tunnel de Ponserand est un tunnel de France qui se situe sur la commune de Grand-Aigueblanche, en Savoie, dans la vallée de la Tarentaise.

## Caractéristiques
Le tunnel est composé d'un tube unidirectionnel à deux voies de circulation d'une longueur de 1 371 mètres accueillant le sens descendant de la route nationale 90. En raison du faible rayon de courbure en sortie de tunnel et afin de garantir une distance de visibilité en courbe respectant la réglementation sur la géométrie des voiries, sa vitesse est limitée à 70 km/h. Il est équipé d'un radar automatique fixe.

## Histoire
Il est mis en service en 1989 dans le cadre de l'aménagement de la route nationale 90 en voie rapide en prévision de la tenue des Jeux olympiques d'hiver de 1992 à Albertville. Son percement permet d'éviter dans le sens descendant le passage par les gorges de Ponserand qui restent toutefois empruntées par la chaussée montante de la route.
À la suite des éboulements de 1998 et 1999, les dispositifs de protections sont complétés et renforcés.
En mai 2000, le projet de dédoublement du tunnel pour une caractéristique bidirectionnelle débute ; plusieurs hypothèses sont à l'étude.
En 2010, des travaux de modernisation débutent pour une durée prévue de plusieurs années. Ils prévoient les remplacements des systèmes d'éclairage, de ventilation/extraction des fumées et l'installation de nouvelles caméras permettant de détecter automatiquement toute anomalie et d'alerter automatiquement le PC sécurité Osiris situé à Albertville. À partir de 2013, le creusement d'une galerie de secours supplémentaire avec un sas de sécurité (à 430 m de l'entrée sud du tunnel) est aussi prévu.

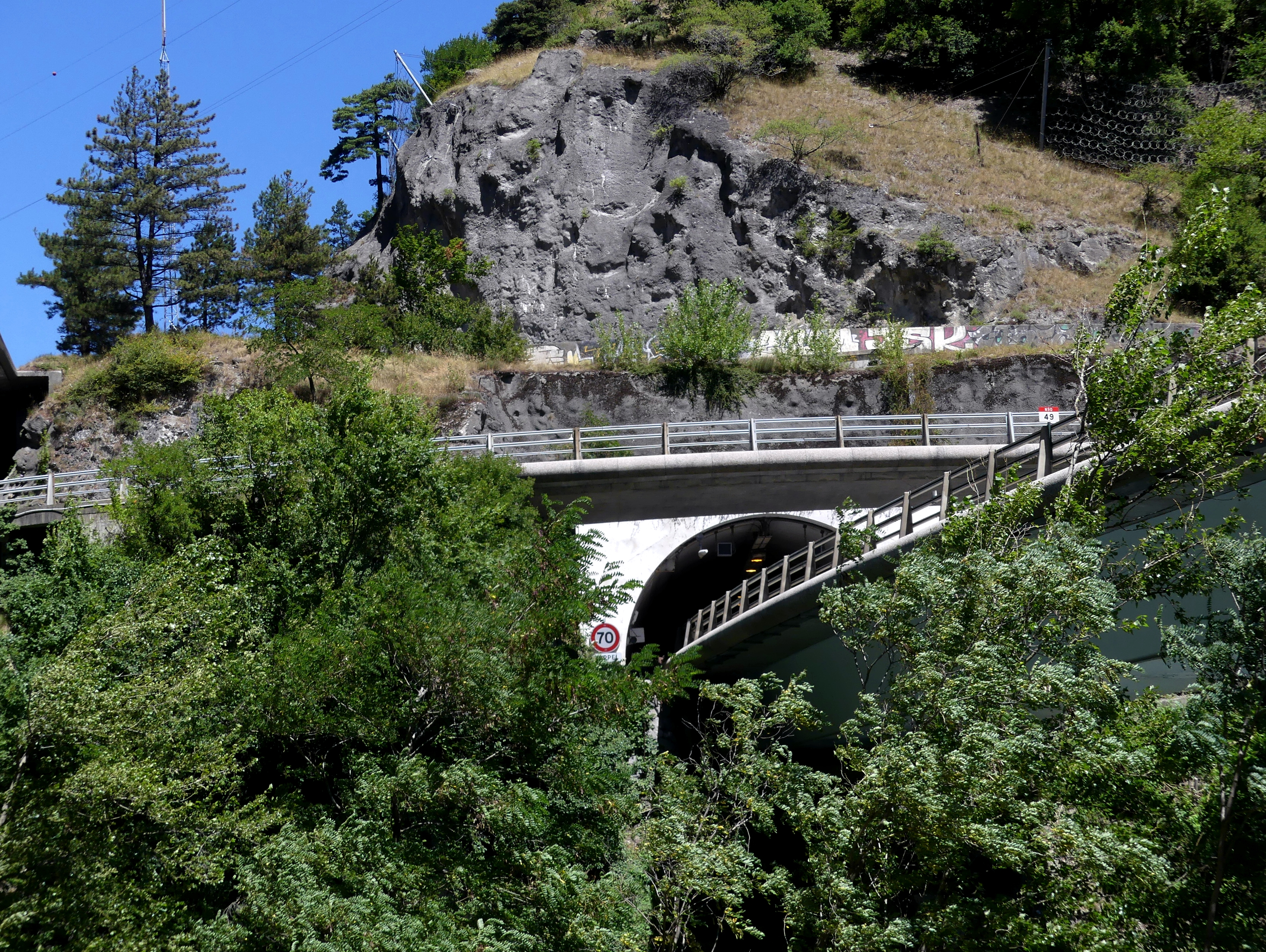
L'accès au tunnel côté Moûtiers.
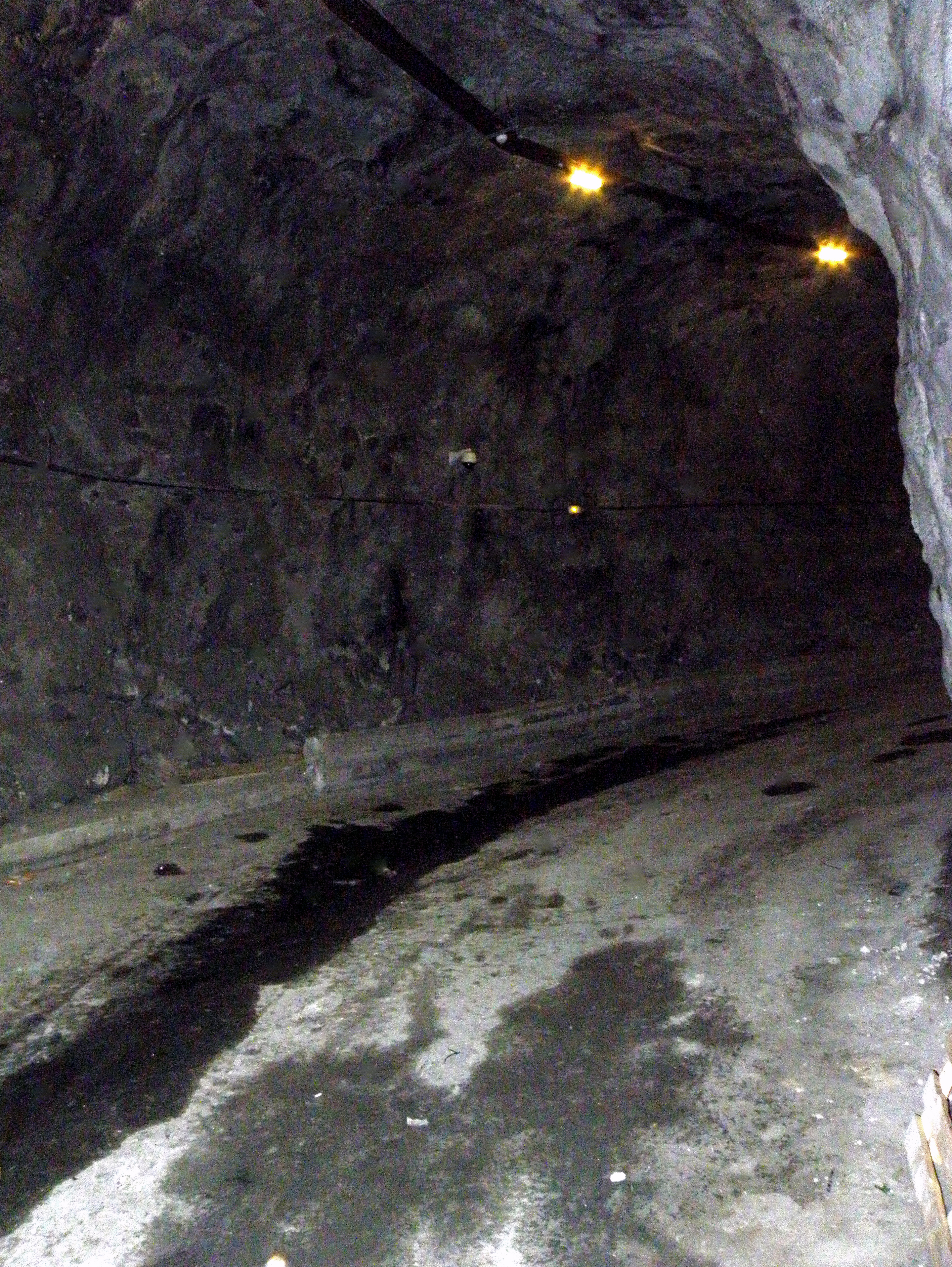
Galerie d'évacuation du tunnel.